# Salvo Rinaudo
Salvatore Rinaudo, detto Salvo Rinaudo (Palermo, 24 novembre 1973), è uno scrittore e sceneggiatore italiano.

## Biografia
Salvatore Rinaudo, in arte Salvo Rinaudo, è nato a Palermo il 24 novembre 1973, dove attualmente risiede e lavora. Dopo il diploma di maturità linguistica ha frequentato il corso di perfezionamento per autori di testi presso il CET, la scuola fondata da Mogol. Ha collaborato con numerosi artisti comici, tra cui Ernesto Maria Ponte, con il quale ha debuttato nel 2010 con il monologo Al buio.
È stato coautore di tutti gli spettacoli teatrali del duo comico I Soldi Spicci, firmando anche le sceneggiature dei loro film. Ha inoltre pubblicato racconti e romanzi per ragazzi.

## Filmografia

### Cinema
- La fuitina sbagliata, regia di Mimmo Esposito (2018)
- Un mondo sotto social, regia di Claudio Casisa e Annandrea Vitrano (2022)

### Cortometraggi
- Smartlove, regia di Marco Maria Correnti e I Soldi Spicci (2015)
- L’alternativa, regia di Rosario Petix (2019)

### Televisione
- Colorado – Italia 1 (2014, 2019) – coautore dei testi de I Soldi Spicci
- Eccezionale veramente – LA7 (2017) – coautore dei testi di Loredana Scalia
- Honolulu – Italia 1 (2021) – coautore dei testi di Ernesto Maria Ponte
- Only Fun – Nove (2023) – coautore dei testi di Ernesto Maria Ponte

## Teatro
- L’illusore (2010), monologo con Ernesto Maria Ponte
- Palermitanesimo (2011), monologo con Ernesto Maria Ponte
- Studio per un crimine (storia di Angelo Izzo) (2011), scritto con Marco Alessi, con Ernesto Maria Ponte
- Notte intera senza sonno (vita di Rosa Balistreri) (2012), scritto con Marco Alessi, con Giovanna Criscuolo
- Rascatura (2013), con Ernesto Maria Ponte e Sergio Vespertino
- QQ t unci (2016), con Ernesto Maria Ponte e Paride Benassai
- Flic e Floc (2016), con Paride Benassai e Sergio Vespertino, scritto con Marco Pomar
- Il punto G (2017), con Ernesto Maria Ponte, Paride Benassai, Maurizio Bologna, Clelia Cucco
- Occupato (2017), con Ernesto Maria Ponte, Clelia Cucco, Tiziana Martilotti, Roberto Spicuzza
- Interminabilmente (2018), con Ernesto Maria Ponte, Clelia Cucco, Tiziana Martilotti, Rossella Leone, Roberto Spicuzza
- Arrampicati sugli spettri (2019), con Ernesto Maria Ponte e altri
- Piccolo Fiore (2019), con Rosario Terranova, regia di Elisa Parrinello
- Io e Franca (2022), con Clelia Cucco
- Sembrava una mattina come le altre (2024), scritto con Gianni Nanfa, con Ernesto Maria Ponte

### Teatro comico
- Al buio (2010), con Ernesto Maria Ponte
- A dio piacendo (2012), con Ernesto Maria Ponte e Stefania Bruno
- Palermo - Real Madrid (2013), con Ernesto Maria Ponte e Claudio Casisa
- Femmino e maschia (2013), con I Soldi Spicci, regia di Ernesto Maria Ponte
- C’era una volta un Ponte (2014), con Ernesto Maria Ponte
- Vietato ai maggiori (2014), con I Soldi Spicci, regia di Ernesto Maria Ponte
- Ci vuole il vento in chiesa (2015), con Ernesto Maria Ponte
- Amore trepuntozero (2015), con I Soldi Spicci, scritto con Ernesto Maria Ponte, Francesco Bozzi e Pigi Montebelli
- Calma e sangue Freud (2015), con Ernesto Maria Ponte – musiche di Toni Greco
- Sì, stiamo insieme (2017), con I Soldi Spicci, regia di Ernesto Maria Ponte
- Fratelli ma non troppo (2018), con I Sansoni, regia di Ernesto Maria Ponte
- Amori e guardati (2018), con Ernesto Maria Ponte e Clelia Cucco
- 50 anni di scemitudine (2018), con Ernesto Maria Ponte e Clelia Cucco
- E cento figli non campano un padre (2019), con Ernesto Maria Ponte e Clelia Cucco
- Chi dice donna, dice camion (2019), con I Soldi Spicci
- Finiti sotto un ponte (2022), con Ernesto Maria Ponte e Clelia Cucco
- Tutta colpa del poliamore (2023), con I Soldi Spicci
- Mi si è ristretto il banco (2023), con Ernesto Maria Ponte e Clelia Cucco
- 3,2,1… boomer! (2023), con Ernesto Maria Ponte
- Le vie del Signore sono trafficate (2024), con Ernesto Maria Ponte e Clelia Cucco
- Spaiato (2024), con Claudio Casisa

## Opere letterarie

### Romanzi
- Ma quanto pesa la felicità? – Paoline Editoriale Libri (2023)[1]

### Racconti per ragazzi
- Cecio felicio e Agata patata – Edizioni Arianna (2012)

## Riconoscimenti
- 2024 – Vincitore della XXII edizione del Premio Nazionale di Letteratura per ragazzi Gigante delle Langhe